# Kasinka Mała (gromada)
Kasinka Mała – dawna gromada, czyli najmniejsza jednostka podziału terytorialnego Polskiej Rzeczypospolitej Ludowej w latach 1954–1972.
Gromady, z gromadzkimi radami narodowymi (GRN) jako organami władzy najniższego stopnia na wsi, funkcjonowały od reformy reorganizującej administrację wiejską przeprowadzonej jesienią 1954 do momentu ich zniesienia z dniem 1 stycznia 1973, tym samym wypierając organizację gminną w latach 1954–1972.
Gromadę Kasinka Mała z siedzibą GRN w Kasince Małej utworzono – jako jedną z 8759 gromad na obszarze Polski – w powiecie limanowskim w woj. krakowskim, na mocy uchwały nr 23/IV/54 WRN w Krakowie z dnia 6 października 1954. W skład jednostki wszedł obszar dotychczasowej gromady Kasinka Mała ze zniesionej gminy Mszana Dolna w tymże powiecie. Dla gromady ustalono 24 członków gromadzkiej rady narodowej.
Gromadę zniesiono 31 grudnia 1961, a jej obszar włączono do nowo utworzonej gromady Mszana Dolna.